# Éric Bédard
Éric Bédard (Saint-Thecle, 17 december 1976) is een voormalig Canadees shorttracker.

## Carrière
Bédard behaalde tijdens de Olympische Spelen vier medailles: twee gouden (op de aflossing in 1998 en op de aflossing in 2002), een zilveren (op de aflossing in 2006) en een bronzen medaille op de 1000 meter in 1998. Op de wereldkampioenschappen behaalde hij meerdere medailles.

## Persoonlijke records
| Afstand    | Tijd     | Datum     | Baan     | Land |
| ---------- | -------- | --------- | -------- | ---- |
| 500 meter  | 41.613   | 10-9-2005 | Saguenay | CAN  |
| 1000 meter | 1:25.433 | 26-3-2006 | Montreal | CAN  |
| 1500 meter | 2:14.077 | 9-9-2005  | Saguenay | CAN  |
| 3000 meter | 4:53.21  | 13-2-2001 |          |      |

1992: Kim, Lee, Mo, Song ·
1994: Carnino, Fagone, Herrnhof, Vuillermin ·
1998: Bédard, Campbell, Drolet, Gagnon ·
2002: Bédard, Gagnon, Guilmette, Tremblay, Turcotte ·
2006: Ahn, Lee, Seo, Song ·
2010: Bastille, Ch. Hamelin, F. Hamelin, Jean, Tremblay ·
2014: An, Grigorev, Jelistratov, Zacharov ·
2018: S. Liu, S.S. Liu, Knoch, Burján ·
2022: Ch. Hamelin, Dubois, Pierre-Gilles, Dion